# 倒卵叶女贞
倒卵叶女贞（学名：Ligustrum obovatilimbum）为木犀科女贞属的植物，为中国的特有植物。分布于中国大陆的广东等地，生长于海拔230米的地区，一般生长在开旷地，目前尚未由人工引种栽培。